# کور (شمکور)
کور (به لاتین: Kür) یک منطقه مسکونی در جمهوری آذربایجان است که در شهرستان شمکور واقع شده است. کور ۶۸۳۳ نفر جمعیت دارد.